# Leopold Lichtwitz
Leopold Lichtwitz (ur. 9 grudnia 1876 w Oławie, zm. 16 marca 1943 New Rochelle) – niemiecki lekarz internista żydowskiego pochodzenia.

## Życiorys
Urodził się w Ohlau (obecnie Oława) jako syn królewskiego lekarza okręgowym Jakoba Lichtwitza. Jakob Lichtwitz został honorowym obywatelem Oławy w 1913 roku. Leopold Ohlsau uczęszczał do miejscowego gimnazjum i w 1896 roku zdał egzamin maturalny. Następnie studiował medycynę i chemię na Uniwersytetach we Wrocławiu, Monachium, Fryburgu Bryzgowijskim i Lipsku. W 1901 roku uzyskał doktorat. W swojej pracy doktorskiej omówił możliwości wpływu oleju z goryczy na proces wchłaniania w jelicie cienkim. W 1902 roku pojął za żonę Gertrudę Bielschowsky (1879–1947). Do 1906 roku pracował w Oławie jako lekarz. W latach 1906–1907 studiował chemię na Uniwersytecie w Lipsku. Został asystentem w poliklinice medycznej we Freiburgu. 1 stycznia 1908 przeniósł się do Kliniki w Getyndze. W 1908 roku habilitował się w dziedzinie medycyny na Uniwersytecie w Getyndze.
W 1910 roku Lichtwitz został mianowany najpierw naczelnym lekarzem, a następnie dyrektorem polikliniki w Getyndze. W 1911 roku jego nazwisko po raz pierwszy pojawia się na listach Niemieckiego Towarzystwa Chorób Wewnętrznych (DGIM). W 1913 roku został profesorem nadzwyczajnym.
Jako lekarz ochotnik wziął udział w I wojnie światowej jako dowódca kolumny Czerwonego Krzyża. W 1914 roku był współsygnatariuszem „Deklaracji Nauczycieli Uniwersyteckich Rzeszy Niemieckiej” wspieranej przez ponad 3000 profesorów i wykładowców uniwersyteckich.
W 1916 roku przeniósł się do Altony, gdzie kierował oddziałem chorób wewnętrznych tamtejszego szpitala miejskiego. W następnych latach awansował na stanowisko dyrektora tego szpitala. W 1931 roku przeniósł się do Berlina i objął stanowisko dyrektora Szpitala Rudolfa Virchowa. W 1933 roku po dojściu nazistów do władzy został zwolniony ze stanowiska ze względu na swoje żydowskie pochodzenie. Przygotowywał w tym czasie kongres Niemieckiego Towarzystwa Chorób Wewnętrznych, który miał się odbyć w 1933 roku. Pod naciskiem nazistów musiał zrezygnować z funkcji przewodniczącego kongresu. Niedługo potem wyemigrował do Stanów Zjednoczonych. Objął stanowisko szefa Kliniki Chorób Wewnętrznych w Montefiore Hospital w Nowym Jorku. Później Lichtwitz został profesorem medycyny klinicznej na Uniwersytecie Columbia.
Jego dzieło Pathologie der Funktionen und Regulationen wydane w 1936 roku w Leiden zostało wpisane przez Niemców do wykazu książek niepożądanych i szkodliwych.
Od 1936 roku nazwisko Lichtwitza nie figuruje na corocznie odnawianej liście żyjących byłych członków zarządu Niemieckiego Towarzystwa Chorób Wewnętrznych.
Od 2014 roku Niemieckie Towarzystwo Chorób Wewnętrznych nadaje Medal Leopolda Lichtwitza.

## Publikacje
- Über die Bildung der Harn-und Gallensteine, 1914.
- Klinische chemie, 1918.
- Die Praxis der Nierenkrankheiten, 1921.
- Medizinische Kolloidlehre: Physiologie, Pathologie und Therapie in kolloidchemischer Betrachtung, (Part 1, with Raphael Eduard Liesegang and Karl Spiro), 1935.
- Pathologie der funktionen und regulationen, 1936.
- Functional pathology, 1941.
- Nephritis, 1942
- Pathology and therapy of rheumatic fever, 1944